# Alsó-Frankföld
Alsó-Frankföld (németül Unterfranken) kormányzati kerület Bajorországban, 1 291 727 lakossal (2012). A kerület székhelye Würzburg.

## Kerületrészek

### Járási jogú városok
1. Aschaffenburg (AB)
2. Schweinfurt (SW)
3. Würzburg (WÜ)

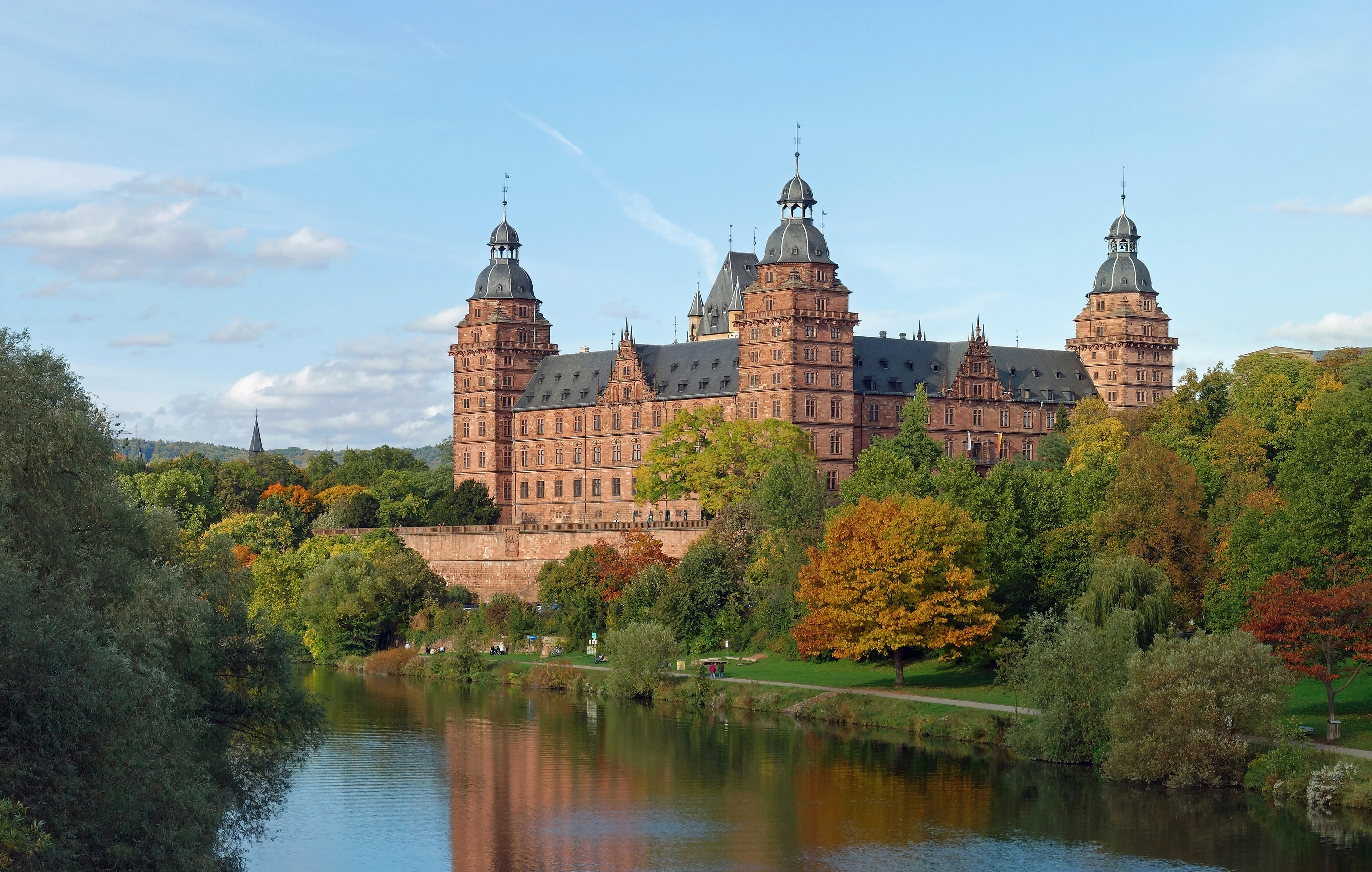
Aschaffenburg
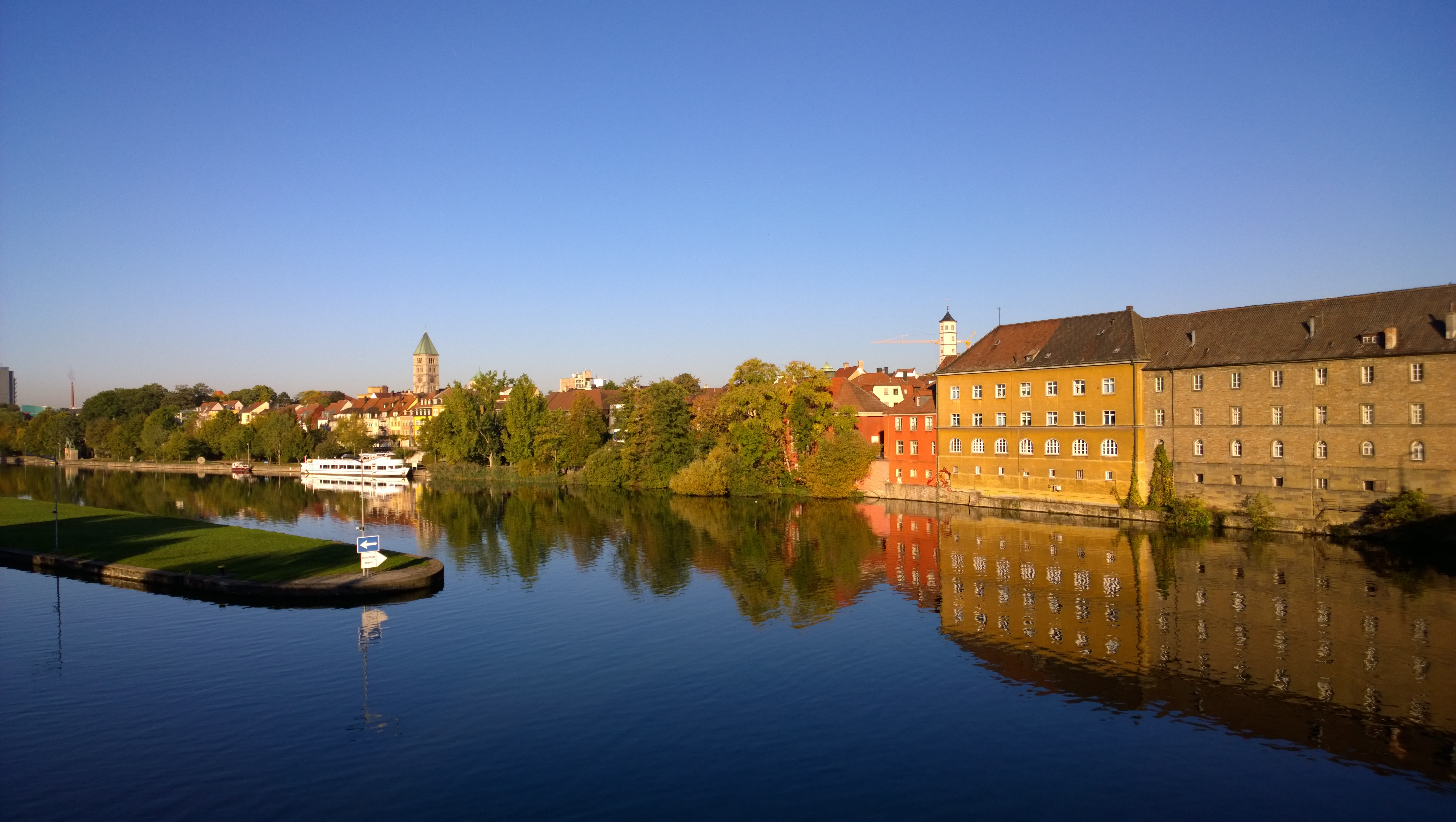
Schweinfurt
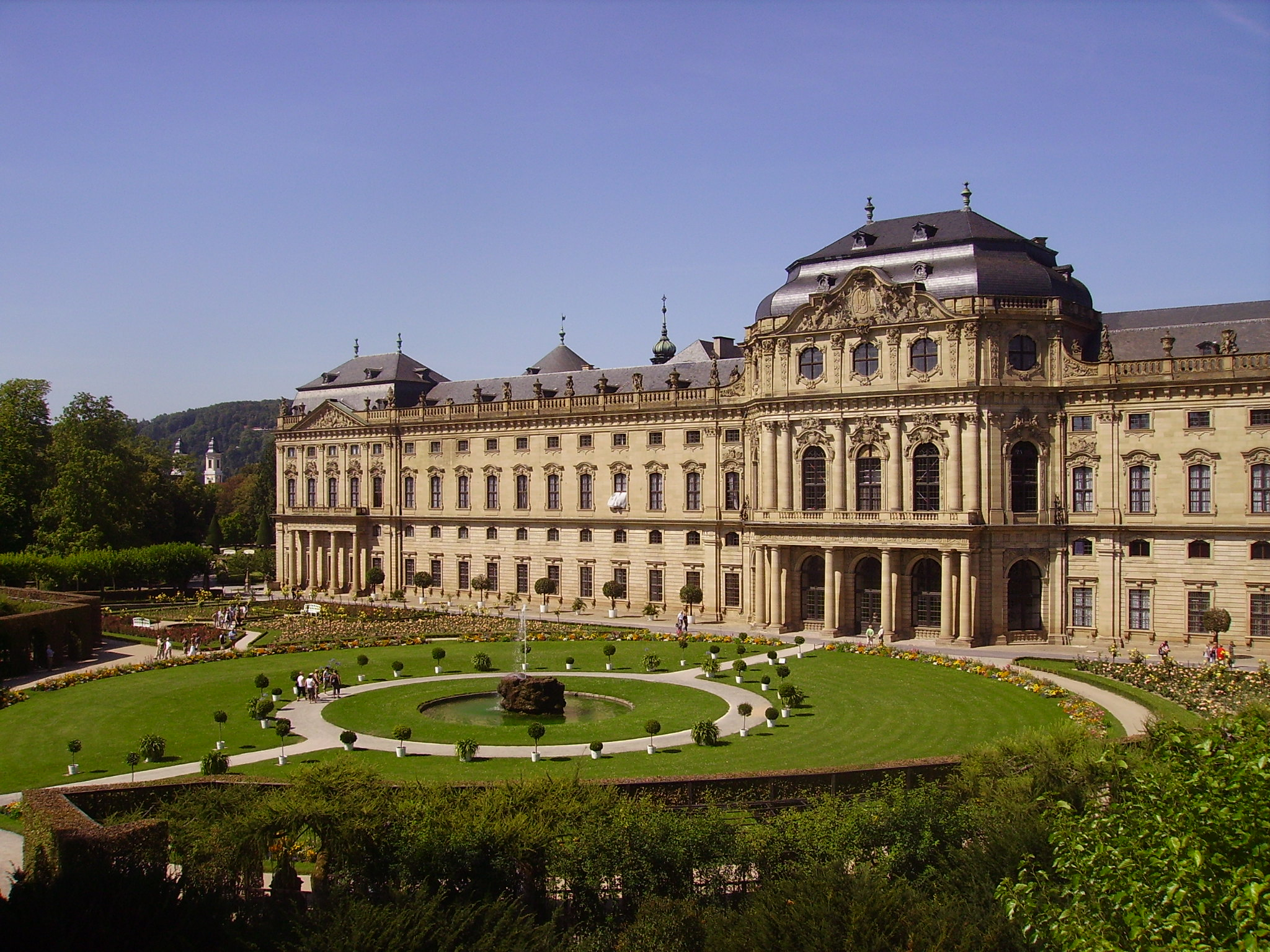
Würzburg

### Járások
1. Aschaffenburg (AB)
2. Bad Kissingen (KG)
3. Haßberge (HAS)
4. Kitzingen (KT)
5. Main-Spessart (MSP)
6. Miltenberg (MIL)
7. Rhön-Grabfeld (NES)
8. Schweinfurt (SW)
9. Würzburg (WÜ)

## Külső hivatkozások
- https://web.archive.org/web/20191224171021/https://www.regierung.unterfranken.bayern.de/ (kormányzati kerület)
- https://web.archive.org/web/20090301142356/http://www.bezirk-unterfranken.de/ (kerület)